# Saint-Senier-sous-Avranches
Saint-Senier-sous-Avranches és un municipi francès situat al departament de la Manche i a la regió de Normandia. L'any 2007 tenia 1.203 habitants.

## Demografia

### Població
El 2007 la població de fet de Saint-Senier-sous-Avranches era de 1.203 persones. Hi havia 461 famílies de les quals 83 eren unipersonals (21 homes vivint sols i 62 dones vivint soles), 191 parelles sense fills, 162 parelles amb fills i 25 famílies monoparentals amb fills.
La població ha evolucionat segons el següent gràfic:
Habitants censats

### Habitatges
El 2007 hi havia 508 habitatges, 478 eren l'habitatge principal de la família, 6 eren segones residències i 24 estaven desocupats. 500 eren cases i 7 eren apartaments. Dels 478 habitatges principals, 375 estaven ocupats pels seus propietaris, 92 estaven llogats i ocupats pels llogaters i 10 estaven cedits a títol gratuït; 1 tenia una cambra, 14 en tenien dues, 37 en tenien tres, 100 en tenien quatre i 326 en tenien cinc o més. 383 habitatges disposaven pel capbaix d'una plaça de pàrquing. A 211 habitatges hi havia un automòbil i a 249 n'hi havia dos o més.

### Piràmide de població
La piràmide de població per edats i sexe el 2009 era:
| Homes | Edats   | Dones |
| ----- | ------- | ----- |
| 0     | 95 o +  | 0     |
| 0     | 90 a 94 | 0     |
| 0     | 85 a 89 | 4     |
| 0     | 80 a 84 | 0     |
| 4     | 75 a 79 | 8     |
| 20    | 70 a 74 | 16    |
| 40    | 65 a 69 | 24    |
| 20    | 60 a 64 | 48    |
| 40    | 55 a 59 | 36    |
| 48    | 50 a 54 | 32    |
| 40    | 45 a 49 | 60    |
| 44    | 40 a 44 | 40    |
| 20    | 35 a 39 | 40    |
| 20    | 30 a 34 | 20    |
| 32    | 25 a 29 | 24    |
| 24    | 20 a 24 | 24    |
| 28    | 15 a 19 | 56    |
| 32    | 10 a 14 | 32    |
| 8     | 5 a 9   | 16    |
| 36    | 0 a 4   | 16    |

## Economia
El 2007 la població en edat de treballar era de 776 persones, 585 eren actives i 191 eren inactives. De les 585 persones actives 561 estaven ocupades (283 homes i 278 dones) i 24 estaven aturades (7 homes i 17 dones). De les 191 persones inactives 102 estaven jubilades, 56 estaven estudiant i 33 estaven classificades com a «altres inactius».

### Ingressos
El 2009 a Saint-Senier-sous-Avranches hi havia 509 unitats fiscals que integraven 1.305 persones, la mediana anual d'ingressos fiscals per persona era de 19.114 €.

### Activitats econòmiques
Dels 66 establiments que hi havia el 2007, 3 eren d'empreses extractives, 2 d'empreses alimentàries, 3 d'empreses de fabricació de material elèctric, 1 d'una empresa de fabricació d'elements pel transport, 6 d'empreses de fabricació d'altres productes industrials, 9 d'empreses de construcció, 19 d'empreses de comerç i reparació d'automòbils, 2 d'empreses d'hostatgeria i restauració, 1 d'una empresa d'informació i comunicació, 4 d'empreses financeres, 3 d'empreses immobiliàries, 8 d'empreses de serveis, 2 d'entitats de l'administració pública i 3 d'empreses classificades com a «altres activitats de serveis».
Dels 15 establiments de servei als particulars que hi havia el 2009, 4 eren tallers de reparació d'automòbils i de material agrícola, 1 taller d'inspecció tècnica de vehicles, 1 establiment de lloguer de cotxes, 1 guixaire pintor, 3 fusteries, 3 lampisteries i 2 electricistes.
Dels 5 establiments comercials que hi havia el 2009, 1 era un hipermercat, 2 grans superfícies de material de bricolatge, 1 una botiga d'electrodomèstics i 1 una joieria.
L'any 2000 a Saint-Senier-sous-Avranches hi havia 29 explotacions agrícoles que ocupaven un total de 477 hectàrees.

## Equipaments sanitaris i escolars
El 2009 hi havia una escola elemental.

## Poblacions més properes
El següent diagrama mostra les poblacions més properes.